# کانن ئی‌اواس ۱۱۰۰دی
کانن ئی‌اواس ۱۱۰۰دی (به انگلیسی: Canon EOS 1100D) که در آمریکا با نام (به انگلیسی: EOS Rebel T3) و در ژاپن با نام (به انگلیسی: EOS Kiss X50) نیز شناخته می‌شود، که بعد از مدل ۱۰۰۰دی در تاریخ ۷ فوریه ۲۰۱۱ معرفی شد.
این دوربین در سطح مبتدی سری دوربین‌های تک لنزی بازتابی (DSLR) شرکت کانن قرار می‌گیرد. این دوربین با کیت لنز f/3.5-5.6 IS II عرضه می‌شود. این دوربین علاوه بر رنگ مشکی به رنگ‌های قرمز، نقره‌ای و قهوه‌ای نیز عرضه می‌شود. شرکت کانن در ادامه معرفی دوربین‌های جدید خود در سال ۲۰۱۱ در رده حرفه‌ای ارزان قیمت (حرفه‌ای مبتدی) دوربین ای او اس ۱۱۰۰ دی (EOS1100 D) را معرفی کرد. کانن EOS 1100D که مدل بالاتره EOS 1000D می‌باشد برای افرادی که به تازگی قصد کار کردن با دوربین‌های DSLR را دارند مناسب می‌باشد. برای اولین بار کانن با EOS 1100D تنوع رنگ را در دوربین‌های DSLR به معرض نمایش گذاشته‌است. این دوربین که با نام Rebel T3 شناخته می‌شود علاوه بر رنگ مشکی در رنگ‌های قرمز، نقره‌ای و قهوه ای نیز ارائه می‌شود. از ویژگی‌های کانن EOS 1100D می‌توان به موارد روبرو اشاره کرد: داشتن لنز ۱۸–۵۵ IS II، سنسور ۱۲ مگاپیکسلی CMOS، فیلمبرداری HD، بدنه تمام پلاستیکی با وزن ۵۰۰ گرم. نام‌های دیگر این دوربین عبارتند از Canon EOS Kiss X50 و Canon EOS Rebel T3. 

## مشخصات کلی
- وزن بدنه ۴۹۵ گرم
- مشخصات حسگر و پرونده: حسگر CMOS با کیفیت ۱۲٫۶ مگاپیکسل - اندازه ۲۲٫۲ × ۱۴٫۸ میلی‌متر
- فیلم: ضبط ویدئویی اچ دی بهره - سرعت ۲۴ فریم بر ثانیه
- لنز: ۱۸-۵۵ میلی‌متر - بزرگنمایی اپتیکال ۳ برابر - زوم اپتیکال در حین فیلمبرداری
- عکسبرداری: سرعت شاتر از ۱/۴۰۰۰ ثانیه تا ۳۰ ثانیه - ایزو اتوماتیک ۱۰۰ و ۲۰۰ و ۴۰۰ و ۸۰۰ و ۱۶۰۰ و ۳۲۰۰ و ۶۴۰۰ - فلاش داخلی (Pop-Up) با برد ۹٫۲ متر (ISO 100) - قابلیت نصب فلاش خارجی (hot-shoe, E-TTL II) - تکنولوژی تشخیص چهره - تکنولوژی تشخیص لبخند - سرعت عکاسی پیاپی ۳ فریم بر ثانیه
- سیستم فوکوس: خودکار ۹ نقطه‌ای
- سیستم نورسنجی: ۶۳ منطقه‌ای iFCL
- حساسیت سنسور: از ۱۰۰ تا ۶۴۰۰
- صفحه نمایش: ۲٫۷ اینچ LCD با رزولوشن ۲۳۰٬۰۰۰ پیکسل - Live View
- سایر مشخصات: ذخیره بر روی کارت حافظه SD / SDHC / SDXC - باتری یون لیتیوم استاندارد